# Арнуванда II
Арнуванда II (Ar-nu/ma(-u/u̯)-an-da(-an)) — царь Хеттского царства, правил приблизительно в 1334 — 1333 годах до н. э. Старший сын и преемник Суппилулиумы I. Во время царствования своего отца Арнуванда возглавлял успешные военные кампании в Сирию, включая и кампанию против Египта. Во время египетского похода в хеттском лагере от египетских пленных вспыхнула эпидемия чумы. Зараза была занесена в саму Малую Азию и от неё, по-видимому, и умер Суппилулиума.
Получил в наследство от отца кроме эпидемии чумы и большую войну с племенами каска, возглавляемых городом Исхупитта. Вскоре, после восшествия на престол, Арнуванда заразился чумой. Вследствие болезни практически не занимался делами. В армию, посланную Арнувандой на Исхупитту, была также занесена чума, и хетты начали отступление от Исхупитты, похоронив своего командующего Ханнути.
Умирая, Арнуванда II оставил трон своему любимому брату Мурсили II, младшему сыну Суппилулиумы I, в обход прав более старшего Пийасили.
Правил около года.